# Ayuela
Ayuela is een gemeente in de Spaanse provincie Palencia in de regio Castilië en León met een oppervlakte van 19,75 km². Ayuela telt 54 inwoners (1 januari 2016).

## Demografische ontwikkeling
Bron: INE, 1857-2011: volkstellingen